# Dobře placená procházka
Dobře placená procházka je jazzová opera (buffopera) Jiřího Suchého (libreto) a Jiřího Šlitra (hudba). Režíroval ji Ján Roháč. Premiéru měla 15. června 1965 v divadle Semafor a dočkala se zde 64 představení. O rok později byla s mírnými změnami v závěru natočena jako televizní inscenace. Hrála se v některých evropských divadlech (Finsko, Belgie, Jugoslávie), v roce 2007 byla uvedena v pražském Národním divadle.

## Vznik opery
Jiří Šlitr chtěl po několika letech skládání písniček napsat nějaký větší útvar – jazzovou operu. Jiří Suchý přišel s nápadem, že celý děj by se odehrával v koupelně a opera by se jmenovala Ve vaně (odkaz na operu V studni Viléma Blodka) a se Šlitrem by v ní hráli instalatéry, kteří přišli opravit vodovodní kohoutek. Z tohoto nápadu nakonec zůstalo jen to, že se děj odehrává v koupelně (v dalších nastudováních i v jiných místnostech bytu). Libreto Suchý napsal za několik dní dle svých slov v koupelně hotelového apartmá v Mariánských Lázních, kde pobýval během natáčení filmu Kdyby tisíc klarinetů v Kynžvartu.

## Charakteristika opery
Suchý a Šlitr nazvali Dobře placenou procházku „buffopera“, a skutečně toto dílo vykazuje mnoho podobností s tradiční italskou operou buffa 18. století: děj popisující domácí prostředí „obyčejných lidí“, humorné až groteskní situace a současně absence prohloubených lyrických momentů – i hlavní navracející se melodie, lyrická píseň Jsi ta nejkrásnější krajina, není nikdy zpívána jako výraz upřímné lásky. Operu buffu připomíná rovněž dvoudílná forma intermezza a „árie“ (písně) související s dějem spíše volně a propojené recitativy. Rovněž trojice hrdinů Vanilka – Uli – Advokát je typicky buffózní. Do tohoto rámce jsou však zasazeny surrealistické postavy (a písně) Listonoše a Tety, které zastupují poetiku Semaforu.
V opeře je citována lidová píseň Pod vašima okny a árie ze Smetanovy Prodané nevěsty Rozmysli si, Mařenko, rozmysli.
Pro novou inscenaci v pražském Národním divadle roku 2007 byla Dobře placená procházka vedle drobných úprav rozšířena o sedm písní pocházejících původně ze hry Sekta (Semafor, premiéra 22. března 1965), k nimž hudbu i text napsal Jiří Suchý. Tyto písňové vložky představují komentář chóru, jen volně reagující na dějovou situaci.

## Děj opery
(Písně J. Suchého vložené pro inscenaci v Národním divadle z roku 2007 jsou uvedeny v hranatých závorkách.)

### 1. dějství
[Za oponou herců sbory] Mladý manželský pár, Uli a Vanilka, se právě dohodli na rozvodu a každý žije v jedné polovině bytu. Napjatou atmosféru dále přiostřuje Advokát, který je přišel obeznámit s rozvodovým řízením a pěje ódy na slasti rozvodu (Chci jednou napsat velkou symfonii). Situace se však stane neudržitelnou až s příchodem nového vetřelce – Listonoše (Já přilepím si známku na čelo- Nevyplacený blues), který přináší tajemný telegram z Liverpoolu. Podle telegramu zemřela Vanilčina bohatá tetička a odkázala (dosud nenarozenému) dítěti Uliho a Vanilky milión liber. S nadějí na rychlé zbohatnutí se Uli a Vanilka začnou usmiřovat (Jsi ta nejkrásnější krajina, co znám). [Na střeše sedí panna bledá] V Uliho nepřítomnosti se o Vanilku začne ucházet rovněž Advokát, neboť podle jeho slov není otec z právního hlediska relevantní (Ty jsi švarná, já jsem švarný). Vanilka hledá záchranu před jeho dvořením a rovněž důmyslné východisko ze své situace v podobě ostýchavého Listonoše, jejž si vyhlédla za otce svého milionářského dítěte. Pokouší se jej svést (Je dusno a těžko), ale Listonoš nechápe, oč běží, a snaží se uniknout z jejích spárů (Když tak znenadání). [Pokud vám jde o děj] Když zmatek vyvrcholí, vytáhne nový telegram oznamující, že Teta právě přilétá. Vylekaná Vanilka, Uli, Advokát a Listonoš hledí na živou Tetu, jež vchází do dveří bytu doprovázena všemi odznaky luxusu a vypráví jim o své cestě (Kdesi nad kanálem). [Jak se plaší zlé sny]

### 2. dějství
Druhého dne dopoledne se Advokát zastavuje u Vanilky a Uliho na cestě k soudu. Když s ním však Teta chce prohovořit některé detaily své závěti, Advokát náhle není v takovém spěchu. Teta se rozhodla změnit svou poslední vůli v tom smyslu, že milión liber zdědí každé z dětí Uliho a Vanilky – na odkazování má peněz dost. V Advokátovi toto konstatování vyvolá náhlou lásku k Tetě, již počne vyznávat (Jsi ta nejkrásnější krajina, co znám... Já kolem tebe chtěl bych kroužit). [Nevíme, paní, vlastně ani, kdo jste] Teta o samotě vypráví svůj životní příběh (To nebylo mi patnáct let). Z dokončeného stání se vrací opilý Uli, který Tetu nejprve hrubě seznámí se skutečností rozvodu a pak se o ni začne ucházet sám. Jeho nemotorné pokusy o dvoření utne rozzlobená Vanilka, kterou se Teta pokusí uchlácholit šekem na milión liber. [Tato píseň je jen ornamentem] Listonoš přináší nový telegram: Teta je mrtva, což se ukáže pravdou. Uli i Advokát obracejí svou láskychtivou pozornost na Vanilku (Ty jsi švarná, já jsem švarný... Jsi ta nejkrásnější/nejbohatší krajina, co znám). Ta se snaží najít pomoc u Listonoše, který se jí však vyhýbá a nakonec zmizí. [Plameny plápolají]

## Inscenace v Semaforu

### Osoby a obsazení
- Uli – René Gabzdyl
- Vanilka – Eva Pilarová / Naďa Urbánková
- Advokát – Jiří Šlitr
- Listonoš – Jiří Suchý
- Teta Brockefellerová z Liverpoolu – Hana Hegerová / Naďa Urbánková

### Technicko-umělecké zázemí
- Výprava: Josef Svoboda
- Kostýmy: Běla Novotná
- Hudební nastudování a pohybová spolupráce: Karel Mareš
- Hudební aranžmá: Dalibor Brázda, Milan Dvořák, Vlastimil Hála
- Dirigent: Dalibor Brázda
- Asistent režie a inspice: Vladimír Hrabánek

## Inscenace v Národním divadle
Operu režírovali Miloš a Petr Formanovi. Je mírně upravena a doplněna písničkami z další Suchého hry Sekta. V roli Listonoše opět hraje Jiří Suchý. Opera byla premiérově uvedena 22. dubna 2007. V květnu 2007 byla pětkrát uvedena na zájezdovém představení v Palau de les Arts Reina Sofía ve Valencii.
Nastudování bylo oceněno cenou Sazky a Divadelních novin jako nejlepší počin sezony v oblasti hudebního divadla.
Televizní dokument o tomto nastudování Dobře placené procházky natočila Olga Špátová pod názvem Dobře placená procházka '07 (2007, 52 minut).
Konkurzu na roli tety se zúčastnila i Ilona Csáková a během něho byl jejím partnerem Petr Píša. Forman ale vybral Píšu, který už předtím spolupracoval se svou kapelou Zatrestband s bratry Formanovými na jejich představeních na Lodi Tajemství a znali se od roku 1998 z divadelních festivalů v Třešti.
Konkurz na roli Vanilky byl čtyřkolový (březen–listopad 2006). Dáša Zázvůrková při něm s Petrem Macháčkem zazpívala písničku Tak abyste to věděla.
Inscenace se v Národním divadle hrála dva roky, herečka Jana Malá po roce odešla na mateřskou dovolenou, roli Vanilky pak hrála už jen Dáša Zázvůrková.

### Osoby a obsazení
- Uli – Petr Stach / Zbyněk Fric
- Vanilka – Jana Malá / Dáša Zázvůrková
- Advokát – Petr Píša / Tomáš Trapl / Lukáš Kumpricht
- Listonoš – Jiří Suchý / Petr Macháček / Zbyněk Fric
- Teta z Liverpoolu – Zuzana Stivínová mladší / Jitka Molavcová / Tereza Hálová
- Krásná dívka – Jana Fabiánová / Beatrice Todorová
- Harmonikář – Miroslav Lacko / Petr Wajsar

### Technicko-umělecké zázemí
- Nová instrumentace: Marko Ivanović
- Hudební nastudování: Libor Pešek
- Dirigent: Libor Pešek / Marko Ivanović
- Scéna: Matěj Forman
- Výtvarná spolupráce: Andrea Sodomková
- Kostýmy: Jan Pištěk
- Choreografie: Veronika Švábová
- Sbormistr: Pavel Vaněk
- Sbormistr Kühnova dětského sboru: Jiří Chvála

## Dobře placená procházka v jiných divadlech
Hru uvedlo Činoherní studio JAMU (premiéry 11. a 16. října 1984; režisér Richard Mihula). V letech 2001–2003 se hrála také v Městském divadle ve Zlíně (premiéry 12. a 28. března 2001; derniéra 24. června 2003). Tuto inscenaci režíroval Pavel Majkus.
Hru také nastudovali studenti Pražské konzervatoře (DiK) v režii Jiřího Datla Novotného (premiéra 19. března 2001 v Žižkovském divadle Járy Cimrmana).
Další inscenaci uvedlo Klicperovo divadlo Hradec Králové v režii Radka Balaše. Premiéru měla 19. prosince 2009. Roli Vanilky ztvárnila opět Dáša Zázvůrková.
Na 10. března 2012 je plánována premiéra v Západočeském divadle v Chebu v režii Zdeňka Bartoše. Hra je v úpravě pro Národní divadlo, tedy včetně přidaných písní ze hry Sekta.
V roce 2013 měla premiéru inscenace v Slováckém divadle v Uherském Hradišti v režii Radka Balaše.
Jiří Šlitr chtěl s operou prorazit na Broadway a cestoval kvůli tomu v druhé půli 60. let po Spojených státech. Libreto do angličtiny přeložil Alan Levy, ale k jejímu zinscenování nikdy nedošlo.

## Záznamy opery

### Zvukové
Úryvky ze hry vyšly na výběrovém LP Divadlo Semafor 1959 - 1969, 1, Supraphon, 1978 (píseň Jsi ta nejkrásnější krajina co znám) a na CD Ďábel z Vinohrad, FR centrum, 2005 (písnička Ty jsi švarná a úryvek ze hry).

### Obrazové
V roce 1966 byla natočena televizní adaptace opery v režii Jána Roháče a Miloše Formana (kamera: Jaroslav Kučera). Obsazení je stejné jako v Semaforu: René Gabzdyl, Eva Pilarová, Jiří Šlitr, Jiří Suchý, Hana Hegerová. Miniaturní roli sluhy (nosiče) zde má i Vladimír Hrabánek. V závěru se inscenace mírně odlišuje od divadelního libreta, scénář se ale nedochoval.
Tento televizní film vyšel na DVD v rámci kolekce Unikáty (2009) a některé písně z něj také na DVD Největší hity 2 (2007). Malá část soundtracku (4 písničky) vyšla na albu Písničky jedné plavovlásky (1997).
V roce 2008 představení v Národním divadle natočil filmový režisér Miloš Forman a záznam byl uveden do kin 9. července 2009 na filmovém festivalu v Karlových Varech. Obsazení: Jiří Suchý, Dáša Zázvůrková, Petr Stach, Petr Píša, Tereza Hálová, Beatrice Todorová, Miroslav Lacko, Veronika Švábová a další.
Dle slov Jiřího Suchého finská televize natočila vlastní verzi Roháčova a Formanova filmu.

## Knižní vydání libreta
- Příloha časopisu Divadlo (ročník 1965, číslo 9, s. 84-94)
- Dobře placená procházka (DILIA, 1966) – cyklostylovaný strojopis
- Jiří Suchý: Další knížka (Panton, 1991), strany 264–316
- Jiří Suchý: 3. knížka (Primus, 1999)
- Encyklopedie Jiřího Suchého, svazek 10, divadlo 1963-1969 (Karolinum a Pražská imaginace, Praha 2002)
- Dobře placená procházka (Národní divadlo, 2007) – program inscenace v Národním divadle obsahuje celé libreto i jeho překlad do angličtiny od Hildy a Johna Hearneových

Některé písničky z opery vyšly např. ve sbírce Písničky (1969): Jsi ta nekrásnější krajina, Ty jsi švarná, Je dusno a těžko, Zpověď, Hallelujah! a Rekomando blues.